# Giovanni Mpetshi Perricard
Giovanni Mpetshi Perricard (Lione, 8 luglio 2003) è un tennista francese.
Professionista dall'anno 2021, ha conquistato due titoli nel circuito maggiore, tra cui l’ATP 500 di Basilea 2024 e alcuni altri nell'ATP Challenger Tour. Nel 2024, dopo essere stato ripescato come lucky loser, si è spinto fino agli ottavi di finale a Wimbledon. Il suo miglior ranking ATP è il 29º posto raggiunto nel febbraio 2025.
Il 30 giugno 2025 ha registrato il servizio più veloce della storia di Wimbledon nel match contro Taylor Fritz, servendo una prima a 246 km/h.

## Biografia
Figlio dell'ex calciatore Ghislain MPetshi-Kalongo, di origini congolesi, e dell'ex cestista Sylvie Perricard, ha due sorelle: Daphnée (anch'ella tennista) e Ariane.

## Carriera

### 2021-2023: carriera juniores, primi titoli ITF e Challenger, debutto Slam
Nel 2021, insieme ad Arthur Fils, conquista il torneo di doppio del Roland Garros juniores. Esordisce quindi nel circuito professionistico e a luglio si impone sia in singolare che in doppio nel torneo ITF di Uriage, dove bissa il successo in doppio l'anno successivo. Sempre nel 2022 debutta nel circuito Challenger e termina la stagione al numero 370 della classifica mondiale.
Nel 2023 conquista la prima vittoria in un torneo Challenger sul veloce di León in Messico: dopo aver superato le qualificazioni, giunge fino alla finale e supera l'argentino Ficovich dopo tre tie-break. Debutta a livello Slam a Parigi sia in singolare che in doppio (in coppia con Fils) grazie a due wild card e viene estromesso in entrambe le competizioni al primo turno. Nell'ultima parte della stagione conquista le prime vittorie ATP sul veloce indoor di Anversa dove, superate le qualificazioni, raggiunge i quarti di finale, entrando per la prima volta tra i primi 200 del ranking ATP, al numero 194. Conclude la stagione alla posizione 205 della classifica.

### 2024: primi titoli ATP e top 30
Non si qualifica al tabellone principale degli Australian Open, mentre in febbraio vince il secondo titolo Challenger a Nottingham; in aprile si impone consecutivamente nei tornei di Cuernavaca e Acapulco. Grazie ad una wild card partecipa all'ATP 250 di Lione dove vince il torneo. Entra così per la prima volta nella top 100 mondiale, direttamente alla posizione 66 del ranking ATP. Partecipa per il secondo anno con una wild card al Roland Garros e perde al primo turno con David Goffin in cinque set.
Avvia la stagione su erba dove cede al primo turno del torneo di Stoccarda e agli ottavi al Queen's Club Championships. A Wimbledon viene estromesso nel turno decisivo delle qualificazioni; tuttavia riesce ad accedere al tabellone principale del torneo come lucky loser. Dopo la prima vittoria slam su Sebastian Korda (mettendo a segno 51 ace in tutta la partita), raggiunge gli ottavi di finale, dov'è sconfitto da Lorenzo Musetti.
Nei successivi sette tornei, raccoglie due sole vittorie a Washington e Chendgu, mentre torna a mettersi in luce all'ATP 500 di Basilea, dove conquista il primo titolo di questa categoria. Vince il torneo senza cedere mai il servizio e mettendo a segno 109 ace in 5 partite. Diventa uno dei pochi giocatori ad essersi aggiudicato nella stessa stagione almeno due titoli sia nel circuito maggiore che nel circuito challenger, il primo dal 2014 (anno in cui ci riuscirono Pablo Cuevas e David Goffin). Viene eliminato al secondo turno del Paris Masters, chiudendo la stagione al 30º posto del ranking.

### 2025
Avvia la stagione raggiungendo le semifinali a Brisbane, mentre agli Australian Open è eliminato all'esordio. Nei successivi tornei, colleziona 2 vittorie a fronte di 7 sconfitte, prima di tornare a sollevare un trofeo nel Challenger di Bordeaux.

## Caratteristiche tecniche
Pratica un tennis estremamente offensivo, improntato alla costante ricerca del vincente. Alto oltre 2 metri, dispone di una prima di servizio in grado di superare i 240 km/h e di una seconda altrettanto incisiva e potente con cui supera i 200 km/h. Scende spesso a rete sia dopo la prima che dopo la seconda e gioca il rovescio a una mano.

## Statistiche

### Singolare

#### Vittorie (2)
| Legenda              |
| Grande Slam (0)      |
| ATP Finals (0)       |
| ATP Masters 1000 (0) |
| ATP Tour 500 (1)     |
| ATP Tour 250 (1)     |

| N. | Data            | Torneo                                     | Superficie  | Avversario in finale    | Punteggio        |
| 1. | 26 maggio 2024  | Open Parc Auvergne-Rhône-Alpes Lyon, Lione | Terra rossa | Tomás Martín Etcheverry | 6–4, 1–6, 7–6(7) |
| 2. | 27 ottobre 2024 | Swiss Indoors, Basilea                     | Cemento (i) | Ben Shelton             | 6–4, 7–6(4)      |

### Tornei minori

#### Singolare

##### Vittorie (6)
| Legenda tornei minori |
| Challenger (5)        |
| ITF (1)               |

| N. | Data             | Torneo                                                | Superficie  | Avversario in finale  | Punteggio              |
| 1. | 18 luglio 2021   | M25 Uriage, Uriage                                    | Terra rossa | Arthur Fils           | 6–3, 4–6, 7–6 (4)      |
| 2. | 16 aprile 2023   | Torneo Internacional Challenger León, León            | Cemento     | Juan Pablo Ficovich   | 6(5)–7, 7–6(6), 7–6(3) |
| 3. | 11 febbraio 2024 | Lexus Nottingham Challenger, Nottingham               | Cemento     | Matteo Martineau      | 7–6(2), 6–4            |
| 4. | 14 aprile 2024   | Morelos Open, Cuernavaca                              | Cemento     | Nicolás Mejía         | 7–5, 7–5               |
| 5. | 21 aprile 2024   | Acapulco Tennis Open, Acapulco                        | Cemento     | Adam Walton           | 6–3, 6–3               |
| 6. | 18 maggio 2025   | Tournoi International de Tennis de Bordeaux, Bordeaux | Terra rossa | Nik'oloz Basilashvili | 6-3, 6(5)–7, 7-5       |

##### Finali perse (2)
| Legenda tornei minori |
| Challenger (0)        |
| ITF (2)               |

| N. | Data           | Torneo                   | Superficie  | Avversario in finale | Punteggio     |
| 1. | 26 giugno 2022 | M25 Montauban, Montauban | Terra rossa | Timo Legout          | 3–6, 6–3, 4–6 |
| 2. | 17 luglio 2022 | M25 Uriage, Uriage       | Terra rossa | Ugo Blanchet         | 2–6, 3–6      |

#### Doppio

##### Vittorie (3)
| Legenda tornei minori |
| Challenger (0)        |
| Futures (3)           |

| N. | Data           | Torneo             | Superficie  | Compagno          | Avversario in finale         | Punteggio    |
| 1. | 16 aprile 2021 | M25 Reus, Reus     | Terra rossa | Arthur Fils       | Hunter Johnson Yates Johnson | 6–4, 7–5     |
| 2. | 17 luglio 2021 | M25 Uriage, Uriage | Terra rossa | Arthur Fils       | Allan Deschamps Maxime Mora  | 7–6(5) , 6–2 |
| 3. | 15 luglio 2022 | M25 Uriage, Uriage | Terra rossa | Ellakim Coulibaly | Adrien Burdet Alexandre Reco | 6–3, 7–5     |

##### Finali perse (2)
| Legenda tornei minori |
| Challenger (1)        |
| Futures (1)           |

| N. | Data             | Torneo                          | Superficie  | Compagno         | Avversario in finale             | Punteggio        |
| 1. | 20 febbraio 2021 | M15 Monastir, Monastir          | Cemento     | Lilian Marmousez | Alexander Erler Skander Mansouri | 2–6, 7–5, [9–11] |
| 2. | 2 marzo 2024     | Play In Challenger Lille, Lille | Cemento (i) | Titouan Droguet  | Christian Harrison Marcus Willis | 6(6)–7, 3–6      |

## Risultati in progressione
Statistiche aggiornate agli US Open 2024
| Torneo                 | 2022 | 2023 | 2024 | 2025 | Titoli | V-S | V%  |
| Tornei del Grande Slam |      |      |      |      |        |     |     |
| Australian Open        | A    | A    | Q3   | 1T   | 0 / 1  | 0–1 | 0%  |
| Roland Garros          | A    | 1T   | 1T   |      | 0 / 2  | 0–2 | 0%  |
| Wimbledon              | A    | A    | 4T   |      | 0 / 1  | 3–1 | 75% |
| US Open                | A    | Q2   | 1T   |      | 0 / 1  | 0–1 | 0%  |
| Vittorie-Sconfitte     | 0–0  | 0–1  | 3–3  | 0–0  | 0 / 4  | 3–5 | 38% |